# Agua Blanca, Miahuatlán de Porfirio Díaz
Agua Blanca är en ort i Mexiko.   Den ligger i kommunen Miahuatlán de Porfirio Díaz och delstaten Oaxaca, i den sydöstra delen av landet, 400 km sydost om huvudstaden Mexico City. Agua Blanca ligger 1 623 meter över havet och antalet invånare är 169.
Terrängen runt Agua Blanca är kuperad åt sydost, men åt nordväst är den platt. Runt Agua Blanca är det glesbefolkat, med 19 invånare per kvadratkilometer. Närmaste större samhälle är Miahuatlán de Porfirio Díaz, 5,1 km nordväst om Agua Blanca. I omgivningarna runt Agua Blanca växer huvudsakligen savannskog.